# Kenza Sadoun El Glaoui
Pour les articles homonymes, voir El Glaoui.
Kenza Sadoun El Glaoui est une blogueuse et influenceuse franco-marocaine depuis les années 2000. Elle est née le 16 octobre 1986 en Ile-de-France, à Suresnes.

## Biographie
Kenza Sadoun El Glaoui est née en 1986 d’un père marocain, producteur de clips, ayant grandi à Paris et d’une mère franco-marocaine ayant grandi au Maroc. 
En 2005, Kenza Sadoun El Glaoui obtient son baccalauréat. La jeune femme s’inscrit en 2006 à la faculté de la Sorbonne en LEA Anglais/Italien, un cursus qu'elle abandonne rapidement pour intégrer en année l’Institut Européen de Journalisme et effectue son stage en entreprise au sein du magazine de mode Numéro.
Elle fait ses premiers pas sur internet aux côtés de sa mère, fondatrice d'une agence de production, coordination et organisation de photoshoots de mode et de publicité et d'une agence d'agents de photographes mode, beauté, publicité. Elle évolue en tant que stagiaire, puis assistante. Pendant ce temps, elle continue à écrire pour des magazines de mode tels que le Glamour Magazine, et à faire du stylisme pour des pages éditoriales de magazines Mode. Parallèlement à ses activités professionnelles, en 2008, elle crée sa propre plateforme en ligneafin de pouvoir écrire librement sur les sujets de mode qui la divertissent.
C'est grâce à son blog La revue de Kenza en 2008, qu'elle se fait connaître. Ses articles sont consultés par 190 pays et environ 50 000 lecteurs par jour.
En 2010, l’influenceuse lance sa propre chaîne YouTube. On y découvre les premiers vlogs sur la toile : des vidéos filmées et postées telles quelles, sans montage.
Kenza Sadoun El Glaoui partage son approche de la mode : les making-of de ses photoshoots et videoshoots, ses voyages, ses coups de cœur, ses collaborations, ses apparitions en télévision... Au bout d’un an et demi de création de blog, elle réussit à obtenir des revenus fixes mensuels ce qui lui permet de renoncer à ses autres activités professionnelles pour se consacrer seulement à son activité dans le digital,.
En 2009, elle propose et anime son propre programme sur la chaîne Web Konbini : The Mode Intern. En 2017, elle animera également aux côtés d’autres créatrices de contenu la chaîne mode et beauté Vloggist (fondée par le groupe M6) sur YouTube. Cette même année, elle rejoint le plateau de chroniqueurs de la chaîne LCI, pour parler de son expertise mode et beauté chaque dimanche matin.

## Vie privée
Kenza Sadoun El Glaoui et son compagnon Matthieu Khalaf, photographe, ont donné naissance en 2020 à une petite fille nommée Azel.
En octobre 2022, Kenza Sadoun El Glaoui et Matthieu Khalaf annoncent leur séparation sur le réseau social Instagram mais ils restent en excellent terme.